# Гамільтон (Огайо)
Гамільтон (англ. Hamilton) — місто (англ. city) в США, в окрузі Батлер штату Огайо. Населення — 63 399 осіб (2020).

## Географія
Гамільтон розташований за координатами 39°23′40″ пн. ш. 84°33′56″ зх. д. / 39.39444° пн. ш. 84.56556° зх. д. (39.394328, -84.565522).  За даними Бюро перепису населення США в 2010 році місто мало площу 57,17 км², з яких 55,93 км² — суходіл та 1,24 км² — водойми.

## Демографія
Згідно з переписом 2010 року, у місті мешкало 62 477 осіб у 24 658 домогосподарствах у складі 15 489 родин. Густота населення становила 1093 особи/км².  Було 27878 помешкань (488/км²).
Расовий склад населення:
| - 84,0 % — білих - 8,5 % — чорних або афроамериканців - 0,6 % — азіатів - 0,2 % — корінних американців - 0,1 % — вихідців з тихоокеанських островів - 3,6 % — осіб інших рас |

До двох чи більше рас належало 2,9 %. Частка іспаномовних становила 6,4 % від усіх жителів.
За віковим діапазоном населення розподілялося таким чином: 24,9 % — особи молодші 18 років, 61,9 % — особи у віці 18—64 років, 13,2 % — особи у віці 65 років та старші. Медіана віку мешканця становила 35,3 року. На 100 осіб жіночої статі у місті припадало 95,4 чоловіків;  на 100 жінок у віці від 18 років та старших — 92,1 чоловіків також старших 18 років.
Середній дохід на одне домашнє господарство  становив 53 553 долари США (медіана — 40 427), а середній дохід на одну сім'ю — 63 203 долари (медіана — 48 761). Медіана доходів становила 41 380 доларів для чоловіків та 35 152 долари для жінок. За межею бідності перебувало 22,1 % осіб, у тому числі 31,9 % дітей у віці до 18 років та 9,8 % осіб у віці 65 років та старших.
Цивільне працевлаштоване населення становило 26 173 особи. Основні галузі зайнятості: освіта, охорона здоров'я та соціальна допомога — 22,6 %, виробництво — 15,4 %, роздрібна торгівля — 13,1 %, мистецтво, розваги та відпочинок — 11,9 %.